# Циксии
Циксии (лат. Cixius) — род равнокрылых насекомых из семейства циксиид. 

## Описание
Тело немного сплющенное в спинно-брюшном направлении. Мелкие цикадовые полужесткокрылые насекомые. Длина 5—10 мм. Голова короткая, уже пронотума. Лоб широкий. Среднеспинка (мезонотум) с 3 килями. Передние крылья складываются плоско. Зёрнышки или бугорки между концами продольных жилок на вершинном конце передних крыльев отсутствуют. Ноги довольно стройные. У мирмекофильных представителей (например, C. nitidus ) увеличенная вздутая голова и разная степень редукции головных килей и крыльев.

## Систематика
Для фауны России и сопредельных территорий указано 40 видов.  
- Виды: Cixius acceptus — C. actunus — C. aculeatus — C. acutus — C. admirabilis — C. adornatus — C. adspersus — C. aduncus — C. aequa — C. africana — C. albida — C. albistriga — C. almon — C. alpestris — C. alpinus — C. anceps — C. angustatus — C. anmashanus — C. apicalis — C. apicatus — C. apicemaculatus — C. aquilonius — C. aragoensis — C. ariadne — C. arisanus — C. armatus — C. armiger — C. australis — C. azofloresi — C. azomariae — C. azopicavus — C. azoterceirae — C. balli — C. bamendensis — C. bandara — C. basalis — C. beieri — C. bicolor — C. bidentis — C. bipunctata — C. brachydentus — C. brachyptera — C. brocha — C. broncus — C. bueae — C. caldwelli — C. caledonica — C. cambricus— C. canariensis — C. capillatus — C. carniolicus — C. cathetus — C. cavazoricus — C. chaoensis — C. chinai — C. chituanus — C. chouorum — C. chydaeus — C. cingulata — C. circinatus — C. circulus — C. citrinus — C. clarus — C. clitellus — C. coloepeum — C. communis — C. comptus — C. conjector — C. crambiformis — C. cultus — C. cunicularius — C. curvicostatus — C. curvus — C. cyclus — C. decoris — C. deflexus — C. denotatus — C. dentatus — C. denticulatus — C. desertorum — C. diasta — C. diductus — C. dilatus — C. dilectus — C. dislogicus — C. distinctus — C. distinguendus — C. divisus — C. dotatus — C. dubius — C. elbergi — C. elegantulus — C. elongatus — C. evexus — C. fangi — C. fasciolaris — C. finitus — C. flavescens — C. flaviceps — C. flavobrunneus — C. furvus — C. fustis — C. gayi — C. gladius — C. grammicus — C. granulatus — C. gravelyi — C. guttulatus — C. habunus — C. hachijonis — C. hakonensis — C. haupti — C. helvolus — C. heydenii — C. hirundinarius — C. hispidus — C. homtiniensis — C. hopponis — C. hsui — C. hueisunus — C. hyalinus — C. hylaeus — C. ibukisanus — C. inaffectatus — C. incisus — C. inexspectatus — C. inficita — C. inflatus — C. insueta — C. insularis — C. intermedia — C. kalehensis — C. kivuensis — C. kommonis — C. krameri — C. kukuanus — C. kuyaniana — C. laboriosus — C. ladon — C. latus — C. leei — C. lepidus — C. leucoescatius — C. linearis — C. lineolatus — C. linorum — C. logvinenkoae — C. logvinenkovae — C. lotti — C. luridus — C. maculosus — C. madeirensis — C. mahungui — C. manengoubae — C. matsumurai — C. meifengensis — C. meruanus — C. metcalfi — C. misellus — C. montaguei — C. montanus — C. monticelli — C. montosus — C. morion — C. mubalensis — C. mukanensis — C. mukwanus — C. murreensis — C. narke — C. nawae — C. nervosus — C. nielsoni — C. nike — C. nitens — C. nitidus — C. nitobei — C. nordicus — C. nycticola — C. obliquus — C. obuduensis — C. obvius — C. ochraceus — C. operosus — C. oppositus — C. orca — C. ornatipennis — C. pallens — C. pallipes — C. palmensis — C. palmeros — C. parallelus — C. parinarii — C. parumpunctatus — C. pascuorum — C. paucus — C. perexiguus — C. perpendicularis — C. persicus — C. perturbatus — C. petilus — C. phaepterus — C. pidani — C. pilifer — C. pilosus — C. pilosellus — C. pinarcolada — C. pini — C. pirene — C. polydentis — C. praecox — C. privus — C. procerus — C. procrustes — C. prodotes — C. prognatus — C. prominens — C. pruinosa — C. pseudocunicularis — C. pseudomukanensis — C. punctulatus — C. pyrenaicus — C. quinarius — C. rarus — C. ratonicus — C. remmi — C. remotus — C. resurgens — C. reversus — C. ripariusi — C. rufus — C. rufofasciatus — C. sanctangeli — C. scotti — C. scyllae — C. segregatus — C. selengensis — C. separatus — C. seriatus — C. serratus — C. servillei — C. setinervis — C. sibiricus — C. sidnicus — C. signifer — C. similis — C. simplex — C. sphagnetophilus — C. spinosus — C. spirus — C. stallei — C. sticticus — C. stigmatus — C. stigmaticus — C. stigmaticalis — C. sulcifrons — C. suturalis — C. tacanda — C. taipingshanus — C. taiwanus — C. tappana — C. terminalis — C. theroni — C. towadensis — C. transversus — C. trifasciatus — C. triregius — C. trirhacoides — C. trispinosus — C. tsuifenghuenis — C. tungpuus — C. turkestanicus — C. tzuenus — C. ugandanus — C. ukrainicus — C. umbrosus — C. unidentatus — C. vallaris — C. vandykei — C. varicolor — C. vatius — C. velox — C. venustulus — C. verticalis — C. vilis — C. vitripennis — C. vittatus — C. wagneri — C. wui — C. wusheus — C. yangi — C. youngi — C. yufengi